# Корона (Люблінське воєводство)
Корона (пол. Korona) — село в Польщі, у гміні Дубова Колода Парчівського повіту Люблінського воєводства.
Населення — 83 особи (2011).
У 1975-1998 роках село належало до Білопідляського воєводства.

## Демографія
Демографічна структура станом на 31 березня 2011 року:
|          | Загалом | Допрацездатний вік | Працездатний вік | Постпрацездатний вік |
| -------- | ------- | ------------------ | ---------------- | -------------------- |
| Чоловіки | 29      | 6                  | 21               | 2                    |
| Жінки    | 54      | 15                 | 27               | 12                   |
| Разом    | 83      | 21                 | 48               | 14                   |